# とれまレコード
とれまレコード（Torema Records）は、日本のインディーズのレコードレーベル。ミニマルテクノに関するレコードを主にリリースしている。クラブでのDJプレイで使う曲のリリースを主眼に置いており、レコードを中心にリリースしている。またDJプレイでの曲の繋ぎを意識して、初期にリリースされたレコードには曲のBPMが記載されている。傘下にUNTITLED RECORDSがある。
レーベル名の由来は、『VOW』に出ていた路上の交通標記「とまれ」の誤表記である「とれま」標記。この標記はレーベルのマークにも用いられている。
レーベルの設立は1993年。DJの田中フミヤによって設立された。大阪のテクノシーンを牽引し、後にライジング・ハイからアルバムをリリースするタンツムジークや石野卓球（DOVE LOVES DUB、MICKIEE名義）もとれまから曲をリリースしたこともある。しかし近年はほぼ田中フミヤのプライベートレーベルと化している。